# 두일중학교
두일중학교는 대한민국 경기도 파주시 동패동에 있는 공립 중학교이다.

## 학교 연혁
- 2006년 3월 1일 : 4학급 개교
- 2006년 3월 1일 : 초대 박창성 교장 취임
- 2006년 3월 3일 : 제1회 입학식 (4학급)
- 2007년 2월 15일 : 제1회 졸업식 (63명)
- 2018년 9월 1일 : 제5대 정철 교장 취임
- 2021년 4월 3일 : 체육관(다온관) 개관
- 2023년 3월 2일 : 제18회 입학식(6학급)
- 2024년 1월 5일 : 제18회 졸업식

## 참고 자료
- 두일중학교 - 한국교육학술정보원 학교알리미